# Glomeremus marginatus
Glomeremus marginatus är en insektsart som först beskrevs av Brunner von Wattenwyl 1888.  Glomeremus marginatus ingår i släktet Glomeremus och familjen Gryllacrididae. Inga underarter finns listade i Catalogue of Life.